# Famille d'Ancelle (Dauphiné)
La famille d'Ancelle ou Rodolphe d'Ancelle, olim Rodulphi de Ancella est une ancienne famille de noblesse d'extraction, originaire du Champsaur, possessionnée en Provence, dont la filiation est suivie entre le XIIIe siècle et le XVe siècle.

## Histoire
La famille d'Ancelle se retrouve depuis Rodolphe (ou Roux) d'Ancelle, vivant en 1253.
La famille possède la coseigneurie d'Ancelle de 1253 à 1435,.
Au XIVe et XVe siècles, les d'Ancelle sont coseigneurs de Dromon et d'Astoin, en Provence.
Lors de la crise ouverte par la mort de la reine Jeanne Ire, Raoux (ou Rodolphe) d'Ancelle, seigneur d’Astoin, soutient Charles de Duras contre Louis Ier d'Anjou. Le ralliement de Sisteron à la cause angevine, en novembre 1385, entraîne son changement d’engagement, et il prête hommage dès le 30 novembre.
Le castrum d’Astoin se trouvait à proximité du chemin muletier reliant Bayons à Turriers.

## Personnalités
- Rodolphe d'Ancelle, est parmi les nobles présents à l'acte entre le Dauphin Guigues VII de Viennois et l'archevêque d'Embrun Henri de Suse, le 4 février 1253[10].
  - Rodolphe et Giraud[11], notaires et seigneurs d'Ancelle et de Reynier en 1334[12].
    - Rodolphe ou Raoux[11], baillie de Sisteron en 1382[13], seigneur d'Ancelle et d'Astoin en 1385.
      - Jean[11], seigneur d'Ancelle et d'Astoin en 1438. Il représente Astoin au états du baillage de Sisteron[14].
        - Rodolphe ou Raoux II[11], notaire, seigneur d'Ancelle et d'Astoin en 1472.
          - Marguerite[11], mariée à Antoine de Bardonnèche en 1482, est parmi les nobles qui accueillent François Ier à Sisteron le 13 janvier 1516[15].
          - Antoine[11], coseigneur de Vaumeilh et d'Astoin en 1502.
            - Marguerite, mariée à Martin de Baratier en 1514[16].
            - Perone[17], mariée à Alonce d'Yse, seigneur d'Astoin et de Vaumeilh.

          - Pierre, seigneur d'Astoin, est parmi les nobles qui accueillent, avec le chevalier Bayard, François Ier à Sisteron le 13 janvier 1516[18].
          - Catherine[19], dame de Reynier et d'Astoin, mariée à Pierre de Valavoir.

      - Trophime, seigneur d'Ancelle en 1435[20].
        - Georges[11], prieur de l'abbaye Notre-Dame de Ganagobie en 1468[21].

## Fiefs
- Seigneurs d'Ancelle, Dromon, Astoin, Reynier et Vaumeilh[11].

## Armes
| Image | Armoiries |
| ----- | --- |
|       | Ancelle : - Écartelé : aux 1 et 4 de gueules à la fasce d'argent chargée d'une étoile de gueules, accompagnée de deux étoiles d'argent 1 et 1 ; aux 2 et 3 de gueules chapé d'argent, à trois étoiles de l'un en l'autre 2 et 1.                                      |
|       | Ancelle (variante) : - Coupé au premier : de gueules à une fasce d'argent chargé d'une étoile du champ et accompagné de deux étoiles du second, une en chef et une en pointe ; au second : de gueules chapé d'argent, à trois étoiles de l'un en l'autre, deux et un. |

## Alliances notables
- Dauphiné : de Valavoire (1438), d'Yse (v.1470), de Bardonnèche (1482), de Baratier (1514)[11] .